# Thaumatomyrmex
Thaumatomyrmex – rodzaj mrówek należący do podrodziny Ponerinae. Gatunkiem typowym jest T. mutilatus.

## Występowanie
Thaumatomyrmex jest neotropikalnym rodzajem. Najwięcej gatunków opisano z Kuby, mrówki te występują również w Meksyku, Gwatemali, Surinamu, Wenezueli i Brazylii.

## Morfologia
Charakterystyczną cechą samic i robotnic są zmodyfikowane, trójzębne, widlasto rozgałęzione żuwaczki. Powierzchnia ciała jest błyszcząca, całe ciało czarne, z wyjątkiem złotobrązowych żuwaczek, czułków i odnóży. U samców T. mutilatus żuwaczki są uwstecznione.

## Biologia
Thaumatomyrmex są bardzo rzadko obserwowane, w zbiorach entomologicznych na całym świecie znajduje się około setki okazów. Większość łowiono w ściółce, gniazda tych mrówek znajdywano w zbutwiałych pniach drzew i rozetach liściowych bromeliowatych.
Bliżej poznano biologię gatunków T. contumax i T. atrox. Oba gatunki mrówek polują na małe krocionogi z rodziny strzępnicowatych (Polyxenidae). Wije z tej rodziny pokryte są gęstymi i niejadalnymi włoskami i długimi szczecinkami, chroniącymi je przed innymi drapieżnikami. Thaumatomyrmex wyspecjalizowały się w polowaniu i pożeraniu tych krocionogów; najpierw łapią wija w żuwaczki, następnie żądlą w błonę międzysegmentową, po czym zanoszą je do gniazda, gdzie „obierają” je z włosków i szczecinek przy użyciu żuwaczek i odnóży pierwszej pary, a następnie zjadają.

## Gatunki
- Thaumatomyrmex atrox Weber 1939 (syn. Thaumatomyrmex zeteki Smith, 1944, Thaumatomyrmex manni Weber, 1939)
- Thaumatomyrmex bariay Fontenla, 1995
- Thaumatomyrmex cochlearis Creighton, 1928
- Thaumatomyrmex contumax Kempf, 1975
- Thaumatomyrmex ferox Mann, 1922
- Thaumatomyrmex mandibularis Urbani & de Andrade, 2003
- Thaumatomyrmex mutilatus Mayr, 1887
- Thaumatomyrmex nageli Urbani & de Andrade, 2003
- Thaumatomyrmex soesilae Makhan, 2007 – takson wątpliwy, tak jak wszystkie opisane przez Makhana.